# Gajamada
Gajamada ou Gajah Mada (m. c. 1364) foi, conforme velhos manuscritos, poemas e mitologia javanesa, um líder militar e primeiro-ministro (maapati) do Império de Majapait, creditado em trazer este império ao seu pico. É considerado um importante herói nacional na Indonésia. Subiu ao poder como planejador do triunfo do rei Kayanagara sobre o rebelde Kuti (1319). Tornou-se primeiro-ministro sob a rainha Tribhuvaba (c. 1331).[carece de fontes?]
Em 1343, chefiou uma expedição militar que terminou com a conquista de Bali. Após 1350, sob o reinado de Hayam Wuruk, o poder de Gajamada chegou ao auge, com a imposição do domínio de seu soberano sobre o reino de Sunda, no ocidente de Java, após um terrível massacre. O principal poeta da época, Prapanca, fez a apologia de Gajamada num poema épico. A primeira universidade indonésia de Jogjakarta (fundada em 1946) recebeu o seu nome. A missão por ele cumprida de unificação do arquipélago tornou-o uma bandeira do nacionalismo indonésio.[carece de fontes?]